# 顾传型
顧傳型（1920年—），字儀文，安徽壽縣人。中華民國陸軍將領。

## 生平
中華民國陸軍大學第23期畢業、陸軍指揮參謀學校正規班第11期畢業。曾任中華民國國防部常務次長。1976年，担任中华民国国防部人力司司长。1980年3月，升任国防部中将常务次长，1983年11月退役。后任财团法人荣民产品供销中心董事长。